# Exodus (Izgubljeni)
Exodus je finale prve sezone televizijske serije Izgubljeni koje se sastoji od dvadeset i treće, dvadeset i četvrte te dvadeset i pete epizode serije. Finale je režirao Jack Bender, a napisali su ga Damon Lindelof i Carlton Cuse. Prvi dio finala (dvadeset i treća epizoda) emitirao se 18. svibnja 2005., a drugi dio (dvadeset i četvrta i dvadeset i peta epizoda) emitirao se 25. svibnja 2005. godine na televizijskoj mreži ABC. U Ujedinjenom Kraljevstvu i Australiji, finale je podijeljeno u tri zasebne epizode pa se treći nastavak zove Exodus: Part 3.
Danielle Rousseau (Mira Furlan) vodi Jacka Shepharda (Matthew Fox), Kate Austen (Evangeline Lilly), Johna Lockea (Terry O'Quinn) i Huga "Hurleyja" Reyesa (Jorge Garcia) do tajanstvenog broda Black Rock gdje uzimaju dinamit koji im je potreban da otvore vrata okna. U međuvremenu, Michael Dawson (Harold Perrineau), njegov sin Walt Lloyd (Malcolm David Kelley), James "Sawyer" Ford (Josh Holloway) i Jin-Soo Kwon (Daniel Dae Kim) isplovljavaju splavom koji su izgradili u nadi da će pronaći spas s otoka.

## Radnja

### Prvi dio

#### Prije otoka
Pratimo događaje nekoliko preživjelih prije nego što su se ukrcali u sudbonosni let. Rano tog jutra Walt Lloyd (Malcolm David Kelley) se budi i pali televiziju. Njegov otac Michael Dawson (Harold Perrineau) moli ga da utiša televizor, a Walt ljutito napušta sobu sa svojim psom Vincentom. U baru na aerodromu, Jack Shephard (Matthew Fox) razgovara s još jednom putnicom na letu, Anom Lucijom Cortez (Michelle Rodriguez). Jamesu "Sawyeru" Fordu (Josh Holloway) upravo govore da ga stavljaju na let 815 zbog toga što ga australska vlada deportira nakon što je napao ministra u barskoj tučnjavi. Kate Austen (Evangeline Lilly) s lisicama na rukama i u pratnji maršala (Fredric Lane) ukrcava se na avion. Tijekom razgovora s osobljem aerodroma, maršal otkriva da je uhvatio Kate zahvaljujući maloj igrački aviona Toma Brennana. Kada pokuša oskvrnuti sjećanje na Toma, Kate ga napada, ali ju na vrijeme sprečavaju. Na aerodromu Shannon Rutherford (Maggie Grace) čeka svog brata Boonea Carlylea (Ian Somerhalder) koji im treba nabaviti karte za prvi razred. Prilazi joj Sayid Jarrah (Naveen Andrews) i moli je da mu pričuva stvari; ona nezainteresirano pristane, ali nakon što se Boone pojavi s kartama, Shannon istog trenutka zaboravi na torbe i ostavlja ih za sobom. Prilazi jednom od policajaca na aerodromu i govori mu da je sumnjičavi "Arap" ostavio svoje torbe u predvorju. Sun-Hwa Kwon (Yunjin Kim) i Jin-Soo Kwon (Daniel Dae Kim) ručaju u restoranu na aerodromu. Sun čuje komentare američkog para koji ih ogovaraju, ali je prisiljena ne reagirati i pretvarati se da ne razumije o čemu pričaju.

#### Na otoku
Rano ujutro, Danielle Rousseau (Mira Furlan) dolazi na plažu i upozorava preživjele da dolaze Drugi te im otkriva dijelove svoje priče. Kada je došla na otok prije 16 godina bila je trudna i Drugi su - uz najavu s crnim dimom - došli i oteli njezinu bebu koju od tada nije vidjela. Dok grupa završava svoj rad na splavu, Walt primjećuje stup crnog dima koji se diže u daljini otoka. Preživjeli tada govore Rousseau za okno koje su pronašli i izražavaju svoju želju da ga otvore. Rousseau se nudi da ih odvede do Crne stijene (Black Rock), mjesto na kojem se nalazi dinamit. U džungli Jack nailazi na Sawyera i daje mu pištolj s municijom, "za svaki slučaj". Nakon što se pozdrave (obojica u tom trenutku vjeruju da se više neće vidjeti), Sawyer govori Jacku da je upoznao čovjeka po imenu Christian (John Terry) - Jackovog oca - u baru u Sydneyu. Christian mu je govorio o njegovom sinu, a Jack je iskreno dirnut Sawyerovom pričom. Nakon toga odlazi u džunglu.
Jack, Kate, John Locke (Terry O'Quinn), Hugo "Hurley" Reyes (Jorge Garcia) i Dr. Leslie Arzt (Daniel Roebuck) odlaze prema Crnoj stijeni, a Arzta počne proganjati Čudovište za koje Rousseau tvrdi da je sigurnosti sistem koji čuva otok. U međuvremenu splav se priprema za isplovljavanje. Sayid maloj grupici koja će krenuti splavom daje signalni pištolj i radar prijemnik dok Charlie Pace (Dominic Monaghan) skuplja poruke ostalih preživjelih i stavlja ih u bocu; Walt ostavlja svog psa Vincenta kod Shannon na čuvanje. Sun se oprašta s Jinom dajući mu malu bilježnicu na kojem je napisala često upotrebljavanje engleske riječi koje će mu biti od pomoći prilikom komunikacije s drugim kolegama. Sve to Jina ohrabri da ponovno s njom počne pričati i njih dvoje se pomire. On tvrdi da svejedno želi otići na splav, ali sada iz drugog razloga - da pronađe spas za nju. Nakon što se svi pozdrave sa svima, splav isplovi dok se u daljini na otoku crni dim i dalje diže.

### Drugi dio

#### Prije otoka
Jin odlazi u zahod na aerodromu gdje susreće muškarca (John Walcutt) koji mu na korejskom jeziku otkriva da radi za Sunovog oca i da zna da Jin pokušava pobjeći sa Sun. Govori Jinu da obavi dostavu sata za Suninog oca u Kaliforniju te mu napominje da nikada neće biti slobodan. U hotelskoj sobi, Charlie pokušava pronaći svoju drogu. Djevojka (Terasa Livingstone), s kojom je Charlie očigledno spavao noć prije, upita ga da li im je nešto ostalo. On joj laže i kaže da nije, ali ona uskoro prozire njegovu laž i napada ga. Michael i Walt čekaju na aerodromu svoj let. Michael zove svoju majku telefonom i pita ju da li se može brinuti za Walta, a čak joj nudi i novac. Uskoro vidimo Walta koji je čuo taj dio razgovora, ali ne obraća pažnju na to i traži svog oca baterije za videoigru.
Hurley se kasno probudi zbog toga što mu budilica nije radila. Užurbano kreće prema aerodromu, a na putu se susreće s nekoliko problema uključujući i puknuće gume te dolazak na dio aerodroma za domaće letove umjesto za međunarodne; ipak u posljednji trenutak uspijeva se ukrcati na sudbonosni let. Osoblje na aerodromu obavještava Lockea da su se invalidska kolica s kojima obično invalide ukrcavaju na letove negdje izgubila pa ga dvojica pripadnika osoblja moraju nositi na svojim rukama. Nakon što mu ispadne pamflet sa sjedala, on ga ne može dohvatiti, ali ipak odlučuje sačuvati malo svog dostojanstva. Posljednja scena prve sezone flashbackova zapravo je montažna sekvenca tada još uvijek totalnih stranaca koji se ukrcavaju na isti let. Claire se bori s prolaskom kroz avion kako bi došla do svog sjedala. Kate s lisicama prolazi zrakoplovom. Sawyer traži svoje mjesto. Jack stavlja svoju prtljagu u predio koji se nalazi iznad sjedala dok ga Locke promatra sa svoga sjedišta iz neposredne blizine. Sayid izdržava poglede ostalih putnika gledajući u fotografiju svoje davno izgubljene ljubavi (Andrea Gabriel). Michael učvršćuje pojas svom sinu Waltu dok ovaj igra igricu, u potpunosti ignorirajući svog oca. Shannon u panici traži svoju pumpicu za astmu koju joj daje smireni Boone što ju nasmije. Hurley u posljednji čas dolazi u zrakoplov, u prolazu digne palac Waltu i namigne te sjedne na svoje mjesto. U konačnici, Jack je posljednji koji sjeda na svoje mjesto, uhvati Lockeov pogled i njih dvojica pozdrave se blago klimajući glavama, ne znajući u tom trenutku što ih čeka u budućnosti.

#### Na otoku
Grupa koja je krenula prema Crnoj stijeni uskoro otkriva da se zapravo radi o trupu starog broda iz Portsmoutha koji je na neki način završio usidren na suhom dijelu otoka. Rousseau ih ostavlja, a Locke, Kate i Jack ulaze u brod zahvaljujući ogromnoj rupi s njegove lijeve strane. U utrobi broda pronalaze kosture pod lancima za koje zaključuju da su vjerojatno bili robovi. Također pronalaze i staru opremu za rudarenje te dinamit. Jack i Locke iznose jednu kutiju dinamita izvan broda. Dok rukuju s ne tako stabilnim eksplozivom, nesretni Arzt slučajno aktivira jedan štap dinamita i diže se u zrak. Ostali preživjeli odluče nastaviti, zamotavaju dinamit u mokre krpe te izvlače slamke tko će ga nositi u ruksacima (Kate i Locke) pa se zapute natrag do plaže, ostavivši brod i brdo dinamita iza sebe.
Na putu natrag, Jack i Kate vide mali oblak crnog dima koji se kreće među drvećem, a nakon toga začuju snažan zvuk Čudovišta koji grabi Lockea za noge i vuče ga kroz džunglu. Jack uspije dohvatiti Lockea kako bi spriječio da ga dim ne odvede u rupu u zemlju premda Locke želi da se to dogodi. Jack nakon toga kaže Kate da baci jedan štap dinamita u rupu što ova i učini, a rezultat svega je podzemna eksplozija zbog koje crni dim izlazi na vidjelo i brzo nestaje. Kate i Jack izvuku Lockea iz rupe. Jack i Locke razgovaraju o nastaloj situaciji, a Locke kaže Jacku da je on čovjek koji vjeruje u znanost, dok Locke za sebe smatra da vjeruje u sudbinu. Locke vjeruje da je sve što se do tada dogodilo - uključujući i Booneovu smrt - predodređeno i da ih je sve vodilo prema tome da otvore okno. Jack se ne slaže i vjeruje da je otvaranje okna čisto preživljavanje.
Charlie i Claire sami su na plaži kada im u susret dolazi Rousseau i kaže Charlieju da ga hitno treba Sayid. Nakon što Charlie ode, Rousseau upita Claire može li pridržati njezinu bebu. Uskoro se Charlie i Sayid vraćaju i pronalaze Claire s ozljedom na glavi; ona vrišti da joj je Danielle otela bebu, a Sayid brzo zaključi da Rousseau vjerojatno pokušava s Drugima zamijeniti bebe - dat će im Aarona, a oni će joj vratiti njezinu Alex. Dok se polako počinje spuštati noć, Charlie i Sayid kreću prema stupu crnog dima u daljini. Tijekom njihovog putovanja, Charlie se ozlijedi zbog jedne od Rousseauovih stupica, a također pronalaze i smrskani mali avion u kojem Sayid - nesvjestan Charliejeve bivše ovisnosti - pronalazi brdo heroina. Kada Sayid i Charlie dođu na plažu odakle se cijelo vrijeme vidio crni dim shvate da tamo nema drugih ljudi, već samo lomača u pijesku bez ikakvih otisaka stopala uokolo; uskoro pronađu Rousseau koja u naručju drži Aarona. Charlie ju ljutito optužuje da je ona zapalila lomaču i izmislila Druge kako bi što lakše mogla oteti dijete. Rastužena ona im kaže da je čula da su Drugi odlučili doći po dječaka pa je pomislila da ako im da Aarona, da će joj oni vratiti njezinu Alex. Ubrzo potom vrati im bebu.
U međuvremenu Jack, Kate, Locke i Hurley dolaze do okna. Postavljaju dinamit oko njegovog ulaza i pripremaju se aktivirati ga kada Hurley primijeti poznate brojeve sa strane. Počne vrištati da ne dižu u zrak okno, ali Locke ga ne želi poslušati i svejedno to napravi.
Za to vrijeme na splavu prijemnik radara pokazuje da se u njegovoj blizini nalazi drugi brod. Michael aktivira signalni pištolj i brod im se uskoro približi. Na brodu se nalazi grupa nepoznatih ljudi koji zahtijevaju od preživjelih da im daju Walta. Sawyer pokušava izvući svoj pištolj, ali jedan od muškaraca ga pogodi puškom i ovaj pada u vodu. Jin skače u vodu kako bi pokušao spasiti Sawyera dok nepoznati muškarci svladaju Michaela i otimaju Walta. Dok otplovljavaju bacaju eksploziv na raft koji ga uništi.
Charlie vraća bebu Aarona do Claire. Također otkrivamo da je uzeo najmanje jednu statuu Djevice Marije u kojoj se nalazi heroin. Shannon pronalazi Sayida i njih dvoje se zagrle, zaljubljeni. U posljednjoj sceni prve sezone vidimo Jacka i Lockea kako gledaju kroz okno u duboku, mračnu rupu na čijem se vrhu nalaze potrgane ljestve.

## Produkcija
Ovo je prva epizoda u kojoj se pojavljuje Ana Lucia Cortez (Michelle Rodriguez) - lik koji će u drugoj sezoni postati članom glavne glumačke postave. Također, ovo je prva epizoda u kojoj se pojavljuje Tom (M.C. Gainey) koji će u kasnijim sezonama postati jedan od sporednih likova.
Epizodu su napisali izvršni producenti serije Damon Lindelof i Carlton Cuse; to je sveukupno druga i treća epizoda koju su zajedno napisali do tada. Njih dvojica do kraja serije napisat će sva finala sezona, uključujući i posljednju epizodu The End.

## Gledanost i kritike
Prvi dio finala sezone gledalo je 18.62 milijuna Amerikanaca. Drugi dio finala gledalo je 20.71 milijuna ljudi što je samu epizodu označilo najgledanijom epizodom od trinaestog nastavka - Hearts and Minds.
Chris Carabott iz IGN-a napisao je da mu se "svidjelo" prvo Tomovo pojavljivanje zbog toga što "se radi o odličnoj sceni i našem prvom susretu s Drugima, pored Ethanove infiltracije u kamp". Glumac Gainey opisao je reakciju obožavatelja na njegovo prvo pojavljivanje u seriji "izrazito teškom": "Svugdje gdje bih otišao ljudi bi me gledali ispod oka, kao da me pitaju što namjeravaš učiniti s tim dečkom?", ali također je primijetio da se sve to počelo mijenjati već tijekom druge sezone. Erin Martell iz AOL-ovog TV Squad postavila je Toma među "pet najzanimljivijih gostujućih uloga" u prve tri sezone serije, uz komentar: "Najdraža mi je njegova prva epizoda. Za mene nije bilo ništa više uznemirujuće nego kad se Gainey pojavio iz vedra neba i rekao poznatu rečenicu: Morat ćemo povesti dječaka s nama. Danima nakon emitiranja te epizode ta rečenica mi nije izlazila iz glave".

## Vanjske poveznice
- "Exodus (Part 1)" na ABC-u
- "Exodus (Part 2)" na ABC-u